# Landschaftspark Wartenberger Feldmark
Der Landschaftspark Wartenberger Feldmark im Nordosten Berlins befindet sich im Ortsteil Wartenberg im Bezirk Lichtenberg. Er entstand ab dem Jahr 2000 in mehreren Teilabschnitten auf Teilflächen früherer Rieselfelder im Ergebnis eines Senatswettbewerbs.

## Geschichte
Das Gebiet des heutigen Landschaftsparks wurde gemeinsam mit anderen Flächen um Malchow und Wartenberg im Jahr 1883 von der Stadt Berlin erworben. Nach der Anlage von Entwässerungsgräben und einem ausgeklügelten Drainagesystem dienten die Flächen als Rieselfelder zur Reinigung der Abwässer. Der damit verbundene hohe Nährstoffeintrag erwies sich als ideale Grundlage für den Ackerbau. Im Laufe der Jahrzehnte stieg jedoch die Schadstoffbelastung, so dass die landwirtschaftliche Nutzung vorläufig eingestellt werden musste. Ab dem Jahr 1968 übernahm ein Klärwerk die Abwasserreinigung, die Rieselflächen konnten eingeebnet werden. Teilflächen wurden zu Bauland umgewidmet und darauf Wohnungen errichtet. Auf einem anderen Teil wurde erneut Obst und Gemüse angebaut. Weitere Flächen wurden zur 750-Jahr-Feier Berlins aufgeforstet.
Im Jahr 2000 führte die Senatsverwaltung für Stadtentwicklung und Umwelt einen Ideen- und Realisierungswettbewerb Wartenberger Feldmark durch. Unter dem Motto „Landschaft mit Aussicht“ sollte ein „Erholungsraum am Stadtrand unter Berücksichtigung einer tragfähigen landwirtschaftlichen Nutzung sowie für den Naturschutz wertvollen Bereichen“ entstehen. Geplant war ein Stadtrandpark, der den Bewohnern von Hohenschönhausen als Naherholungsgebiet dienen sollte. Das Landschaftsbüro plancontext gewann den mit 150.000 Mark dotierten Wettbewerb. Das Preisgericht der Jury lobte die Pläne mit den Worten: „Insgesamt bietet der Entwurf einen exemplarischen Beitrag zum Thema der Landschaftsentwicklung im Nordosten Berlins und verknüpft landwirtschaftliche Erfordernisse, Landschaftspflege und Erholungsnutzung zu einem gebrauchsfähigen und stimmigen Landschaftsensemble.“
In einem ersten Fertigungsabschnitt bis Ende 2002 wurden vier Millionen Mark verbaut, die größtenteils aus dem Budget der Deutschen Bahn für Ausgleichsmaßnahmen stammen. Ausgebaute Wege sind mit Ahorn gesäumt und richten sich gleichermaßen an Wanderer, Radfahrer oder Skater, für die Rastplätze eingerichtet wurden. 
Schließlich entstand ein 210 Hektar großer Landschaftspark als Bestandteil des Berliner Barnim.

## Parkbeschreibung
Am südlichen Eingang befindet sich ein strahlenförmig angelegter Garten aus Kirschbäumen, der kurz nach der Wiedervereinigung als „Symbol des Friedens und der Sonne“ angelegt und in die Pläne integriert wurde. Ein japanisches Tor des Bildhauers Wolfgang Stübner bildet den Mittelpunkt. (Einer Überlieferung zufolge sollen sich Wünsche derjenigen Besucher erfüllen, die bei Sonnenaufgang hindurchschreiten.) Auf einer Weide werden Schottische Hochlandrinder kultiviert.